# Unicodeblock Tai Viet
Der Unicodeblock Tai Viet (engl. Tai Viet, U+AA80 bis U+AADF) kodiert die Tai-Viet-Schrift. Diese Schrift wird von einigen Tai-Völkern im Dreiländereck Vietnam-Laos-Thailand verwendet, um ihre jeweilige Sprache zu schreiben.

## Tabelle
| Unicodenummer  | Zeichen (400 %) | Kategorie                               | Bidirektionale Klasse       | Offizielle Bezeichnung    | Beschreibung                   |
| -------------- | --------------- | --------------------------------------- | --------------------------- | ------------------------- | ------------------------------ |
| U+AA80 (43648) | ꪀ               | anderer Buchstabe, Silbe oder Ideogramm | links nach rechts           | TAI VIET LETTER LOW KO    | Tai-Viet-Buchstabe tiefes Ko   |
| U+AA81 (43649) | ꪁ               | anderer Buchstabe, Silbe oder Ideogramm | links nach rechts           | TAI VIET LETTER HIGH KO   | Tai-Viet-Buchstabe hohes Ko    |
| U+AA82 (43650) | ꪂ               | anderer Buchstabe, Silbe oder Ideogramm | links nach rechts           | TAI VIET LETTER LOW KHO   | Tai-Viet-Buchstabe tiefes Kho  |
| U+AA83 (43651) | ꪃ               | anderer Buchstabe, Silbe oder Ideogramm | links nach rechts           | TAI VIET LETTER HIGH KHO  | Tai-Viet-Buchstabe hohes Kho   |
| U+AA84 (43652) | ꪄ               | anderer Buchstabe, Silbe oder Ideogramm | links nach rechts           | TAI VIET LETTER LOW KHHO  | Tai-Viet-Buchstabe tiefes Khho |
| U+AA85 (43653) | ꪅ               | anderer Buchstabe, Silbe oder Ideogramm | links nach rechts           | TAI VIET LETTER HIGH KHHO | Tai-Viet-Buchstabe hohes Khho  |
| U+AA86 (43654) | ꪆ               | anderer Buchstabe, Silbe oder Ideogramm | links nach rechts           | TAI VIET LETTER LOW GO    | Tai-Viet-Buchstabe tiefes Go   |
| U+AA87 (43655) | ꪇ               | anderer Buchstabe, Silbe oder Ideogramm | links nach rechts           | TAI VIET LETTER HIGH GO   | Tai-Viet-Buchstabe hohes Go    |
| U+AA88 (43656) | ꪈ               | anderer Buchstabe, Silbe oder Ideogramm | links nach rechts           | TAI VIET LETTER LOW NGO   | Tai-Viet-Buchstabe tiefes Ngo  |
| U+AA89 (43657) | ꪉ               | anderer Buchstabe, Silbe oder Ideogramm | links nach rechts           | TAI VIET LETTER HIGH NGO  | Tai-Viet-Buchstabe hohes Ngo   |
| U+AA8A (43658) | ꪊ               | anderer Buchstabe, Silbe oder Ideogramm | links nach rechts           | TAI VIET LETTER LOW CO    | Tai-Viet-Buchstabe tiefes Co   |
| U+AA8B (43659) | ꪋ               | anderer Buchstabe, Silbe oder Ideogramm | links nach rechts           | TAI VIET LETTER HIGH CO   | Tai-Viet-Buchstabe hohes Co    |
| U+AA8C (43660) | ꪌ               | anderer Buchstabe, Silbe oder Ideogramm | links nach rechts           | TAI VIET LETTER LOW CHO   | Tai-Viet-Buchstabe tiefes Cho  |
| U+AA8D (43661) | ꪍ               | anderer Buchstabe, Silbe oder Ideogramm | links nach rechts           | TAI VIET LETTER HIGH CHO  | Tai-Viet-Buchstabe hohes Cho   |
| U+AA8E (43662) | ꪎ               | anderer Buchstabe, Silbe oder Ideogramm | links nach rechts           | TAI VIET LETTER LOW SO    | Tai-Viet-Buchstabe tiefes So   |
| U+AA8F (43663) | ꪏ               | anderer Buchstabe, Silbe oder Ideogramm | links nach rechts           | TAI VIET LETTER HIGH SO   | Tai-Viet-Buchstabe hohes So    |
| U+AA90 (43664) | ꪐ               | anderer Buchstabe, Silbe oder Ideogramm | links nach rechts           | TAI VIET LETTER LOW NYO   | Tai-Viet-Buchstabe tiefes Nyo  |
| U+AA91 (43665) | ꪑ               | anderer Buchstabe, Silbe oder Ideogramm | links nach rechts           | TAI VIET LETTER HIGH NYO  | Tai-Viet-Buchstabe hohes Nyo   |
| U+AA92 (43666) | ꪒ               | anderer Buchstabe, Silbe oder Ideogramm | links nach rechts           | TAI VIET LETTER LOW DO    | Tai-Viet-Buchstabe tiefes Do   |
| U+AA93 (43667) | ꪓ               | anderer Buchstabe, Silbe oder Ideogramm | links nach rechts           | TAI VIET LETTER HIGH DO   | Tai-Viet-Buchstabe hohes Do    |
| U+AA94 (43668) | ꪔ               | anderer Buchstabe, Silbe oder Ideogramm | links nach rechts           | TAI VIET LETTER LOW TO    | Tai-Viet-Buchstabe tiefes To   |
| U+AA95 (43669) | ꪕ               | anderer Buchstabe, Silbe oder Ideogramm | links nach rechts           | TAI VIET LETTER HIGH TO   | Tai-Viet-Buchstabe hohes To    |
| U+AA96 (43670) | ꪖ               | anderer Buchstabe, Silbe oder Ideogramm | links nach rechts           | TAI VIET LETTER LOW THO   | Tai-Viet-Buchstabe tiefes Tho  |
| U+AA97 (43671) | ꪗ               | anderer Buchstabe, Silbe oder Ideogramm | links nach rechts           | TAI VIET LETTER HIGH THO  | Tai-Viet-Buchstabe hohes Tho   |
| U+AA98 (43672) | ꪘ               | anderer Buchstabe, Silbe oder Ideogramm | links nach rechts           | TAI VIET LETTER LOW NO    | Tai-Viet-Buchstabe tiefes No   |
| U+AA99 (43673) | ꪙ               | anderer Buchstabe, Silbe oder Ideogramm | links nach rechts           | TAI VIET LETTER HIGH NO   | Tai-Viet-Buchstabe hohes No    |
| U+AA9A (43674) | ꪚ               | anderer Buchstabe, Silbe oder Ideogramm | links nach rechts           | TAI VIET LETTER LOW BO    | Tai-Viet-Buchstabe tiefes Bo   |
| U+AA9B (43675) | ꪛ               | anderer Buchstabe, Silbe oder Ideogramm | links nach rechts           | TAI VIET LETTER HIGH BO   | Tai-Viet-Buchstabe hohes Bo    |
| U+AA9C (43676) | ꪜ               | anderer Buchstabe, Silbe oder Ideogramm | links nach rechts           | TAI VIET LETTER LOW PO    | Tai-Viet-Buchstabe tiefes Po   |
| U+AA9D (43677) | ꪝ               | anderer Buchstabe, Silbe oder Ideogramm | links nach rechts           | TAI VIET LETTER HIGH PO   | Tai-Viet-Buchstabe hohes Po    |
| U+AA9E (43678) | ꪞ               | anderer Buchstabe, Silbe oder Ideogramm | links nach rechts           | TAI VIET LETTER LOW PHO   | Tai-Viet-Buchstabe tiefes Pho  |
| U+AA9F (43679) | ꪟ               | anderer Buchstabe, Silbe oder Ideogramm | links nach rechts           | TAI VIET LETTER HIGH PHO  | Tai-Viet-Buchstabe hohes Pho   |
| U+AAA0 (43680) | ꪠ               | anderer Buchstabe, Silbe oder Ideogramm | links nach rechts           | TAI VIET LETTER LOW FO    | Tai-Viet-Buchstabe tiefes Fo   |
| U+AAA1 (43681) | ꪡ               | anderer Buchstabe, Silbe oder Ideogramm | links nach rechts           | TAI VIET LETTER HIGH FO   | Tai-Viet-Buchstabe hohes Fo    |
| U+AAA2 (43682) | ꪢ               | anderer Buchstabe, Silbe oder Ideogramm | links nach rechts           | TAI VIET LETTER LOW MO    | Tai-Viet-Buchstabe tiefes Mo   |
| U+AAA3 (43683) | ꪣ               | anderer Buchstabe, Silbe oder Ideogramm | links nach rechts           | TAI VIET LETTER HIGH MO   | Tai-Viet-Buchstabe hohes Mo    |
| U+AAA4 (43684) | ꪤ               | anderer Buchstabe, Silbe oder Ideogramm | links nach rechts           | TAI VIET LETTER LOW YO    | Tai-Viet-Buchstabe tiefes Yo   |
| U+AAA5 (43685) | ꪥ               | anderer Buchstabe, Silbe oder Ideogramm | links nach rechts           | TAI VIET LETTER HIGH YO   | Tai-Viet-Buchstabe hohes Yo    |
| U+AAA6 (43686) | ꪦ               | anderer Buchstabe, Silbe oder Ideogramm | links nach rechts           | TAI VIET LETTER LOW RO    | Tai-Viet-Buchstabe tiefes Ro   |
| U+AAA7 (43687) | ꪧ               | anderer Buchstabe, Silbe oder Ideogramm | links nach rechts           | TAI VIET LETTER HIGH RO   | Tai-Viet-Buchstabe hohes Ro    |
| U+AAA8 (43688) | ꪨ               | anderer Buchstabe, Silbe oder Ideogramm | links nach rechts           | TAI VIET LETTER LOW LO    | Tai-Viet-Buchstabe tiefes Lo   |
| U+AAA9 (43689) | ꪩ               | anderer Buchstabe, Silbe oder Ideogramm | links nach rechts           | TAI VIET LETTER HIGH LO   | Tai-Viet-Buchstabe hohes Lo    |
| U+AAAA (43690) | ꪪ               | anderer Buchstabe, Silbe oder Ideogramm | links nach rechts           | TAI VIET LETTER LOW VO    | Tai-Viet-Buchstabe tiefes Vo   |
| U+AAAB (43691) | ꪫ               | anderer Buchstabe, Silbe oder Ideogramm | links nach rechts           | TAI VIET LETTER HIGH VO   | Tai-Viet-Buchstabe hohes Vo    |
| U+AAAC (43692) | ꪬ               | anderer Buchstabe, Silbe oder Ideogramm | links nach rechts           | TAI VIET LETTER LOW HO    | Tai-Viet-Buchstabe tiefes Ho   |
| U+AAAD (43693) | ꪭ               | anderer Buchstabe, Silbe oder Ideogramm | links nach rechts           | TAI VIET LETTER HIGH HO   | Tai-Viet-Buchstabe hohes Ho    |
| U+AAAE (43694) | ꪮ               | anderer Buchstabe, Silbe oder Ideogramm | links nach rechts           | TAI VIET LETTER LOW O     | Tai-Viet-Buchstabe tiefes O    |
| U+AAAF (43695) | ꪯ               | anderer Buchstabe, Silbe oder Ideogramm | links nach rechts           | TAI VIET LETTER HIGH O    | Tai-Viet-Buchstabe hohes O     |
| U+AAB0 (43696) | ꪰ                | Markierung ohne Extrabreite             | Markierung ohne Extrabreite | TAI VIET MAI KANG         | Tai-Viet-Vokalzeichen A        |
| U+AAB1 (43697) | ꪱ               | anderer Buchstabe, Silbe oder Ideogramm | links nach rechts           | TAI VIET VOWEL AA         | Tai-Viet-Vokalzeichen Aa       |
| U+AAB2 (43698) | ꪲ                | Markierung ohne Extrabreite             | Markierung ohne Extrabreite | TAI VIET VOWEL I          | Tai-Viet-Vokalzeichen I        |
| U+AAB3 (43699) | ꪳ                | Markierung ohne Extrabreite             | Markierung ohne Extrabreite | TAI VIET VOWEL UE         | Tai-Viet-Vokalzeichen Y        |
| U+AAB4 (43700) | ꪴ                | Markierung ohne Extrabreite             | Markierung ohne Extrabreite | TAI VIET VOWEL U          | Tai-Viet-Vokalzeichen U        |
| U+AAB5 (43701) | ꪵ               | anderer Buchstabe, Silbe oder Ideogramm | links nach rechts           | TAI VIET VOWEL E          | Tai-Viet-Vokalzeichen E        |
| U+AAB6 (43702) | ꪶ               | anderer Buchstabe, Silbe oder Ideogramm | links nach rechts           | TAI VIET VOWEL O          | Tai-Viet-Vokalzeichen O        |
| U+AAB7 (43703) | ꪷ                | Markierung ohne Extrabreite             | Markierung ohne Extrabreite | TAI VIET MAI KHIT         | Tai-Viet-Zeichen Mai Khit      |
| U+AAB8 (43704) | ꪸ                | Markierung ohne Extrabreite             | Markierung ohne Extrabreite | TAI VIET VOWEL IA         | Tai-Viet-Vokalzeichen Ia       |
| U+AAB9 (43705) | ꪹ               | anderer Buchstabe, Silbe oder Ideogramm | links nach rechts           | TAI VIET VOWEL UEA        | Tai-Viet-Vokalzeichen Ya       |
| U+AABA (43706) | ꪺ               | anderer Buchstabe, Silbe oder Ideogramm | links nach rechts           | TAI VIET VOWEL UA         | Tai-Viet-Vokalzeichen Ua       |
| U+AABB (43707) | ꪻ               | anderer Buchstabe, Silbe oder Ideogramm | links nach rechts           | TAI VIET VOWEL AUE        | Tai-Viet-Vokalzeichen Aw       |
| U+AABC (43708) | ꪼ               | anderer Buchstabe, Silbe oder Ideogramm | links nach rechts           | TAI VIET VOWEL AY         | Tai-Viet-Vokalzeichen Aj       |
| U+AABD (43709) | ꪽ               | anderer Buchstabe, Silbe oder Ideogramm | links nach rechts           | TAI VIET VOWEL AN         | Tai-Viet-Vokalzeichen An       |
| U+AABE (43710) | ꪾ                | Markierung ohne Extrabreite             | Markierung ohne Extrabreite | TAI VIET VOWEL AM         | Tai-Viet-Vokalzeichen Am       |
| U+AABF (43711) | ꪿                | Markierung ohne Extrabreite             | Markierung ohne Extrabreite | TAI VIET TONE MAI EK      | Tai-Viet-Tonzeichen Mai Ek     |
| U+AAC0 (43712) | ꫀ               | anderer Buchstabe, Silbe oder Ideogramm | links nach rechts           | TAI VIET TONE MAI NUENG   | Tai-Viet-Tonzeichen Mai Nueng  |
| U+AAC1 (43713) | ꫁                | Markierung ohne Extrabreite             | Markierung ohne Extrabreite | TAI VIET TONE MAI THO     | Tai-Viet-Tonzeichen Mai Tho    |
| U+AAC2 (43714) | ꫂ               | anderer Buchstabe, Silbe oder Ideogramm | links nach rechts           | TAI VIET TONE MAI SONG    | Tai-Viet-Tonzeichen Mai Song   |
| U+AADB (43739) | ꫛ               | anderer Buchstabe, Silbe oder Ideogramm | links nach rechts           | TAI VIET SYMBOL KON       | Tai-Viet-Symbol Kon            |
| U+AADC (43740) | ꫜ               | anderer Buchstabe, Silbe oder Ideogramm | links nach rechts           | TAI VIET SYMBOL NUENG     | Tai-Viet-Symbol Nueng          |
| U+AADD (43741) | ꫝ               | modifizierender Buchstabe               | links nach rechts           | TAI VIET SYMBOL SAM       | Tai-Viet-Symbol Sam            |
| U+AADE (43742) | ꫞               | andere Interpunktion                    | links nach rechts           | TAI VIET SYMBOL HO HOI    | Tai-Viet-Symbol Ho Hoi         |
| U+AADF (43743) | ꫟               | andere Interpunktion                    | links nach rechts           | TAI VIET SYMBOL KOI KOI   | Tai-Viet-Symbol Koi Koi        |